# Сербин, Войца Станиславович
Войца Станиславович Сербин, Вуйца Сербин (Вук, Василь, укр. Войца Сербин) 1??? — 1689, Батурин) — генеральный есаул и переяславский полковник Войска Запорожского.

## Биография
Вероятно, Войца прибыл в Переяславский полк с хоругвями Райчи Думитрашко или с полком Мигалевского. По происхождению серб.
В 1672—1675 годах был сотником золотоношским. Выбирал гетманом Самойловича на раде в 1672 году, ездил в составе казацкой делегации в Москву. В 1674 году как наказной полковник был послан Думитрашко на помощь полковнику Мурашке на реку Буг и попал в окружение в Ладыжине. Войце удалось прорваться к основным силам полка.
В феврале 1675 года Войца нанёс удар отрядам Дорошенко, которые наступали со стороны Бубнов. Летом того же года ходил за «языком» под Мошны, где разгромил значительный отряд сердюков и компанейцев.
В 1675—1677 и 1679—1683 годах был полковником переяславским.
В 1682 году Войца попал в опалу у гетмана, как участник заговора Думитрашко-Райча, претендовавшего на место гетмана Самойловича. Гетман лишил Войцу полковничества и посадил в тюрьму. 30 апреля 1684 года генерал русских войск Патрик Гордон упоминал в своем дневнике, что Войцу держат ещё в тюрьме и ему угрожает смертная казнь. Осенью 1684 года Войца сумел каким-то образом выйти на свободу и после этого более двух лет никаких должностей не занимал.
В 1686 году между Польско-литовской республикой и Русским государством был заключен «Вечный мир». Киев отходил Москве, а взамен Русское государство вступало в войну с Османской империей (Турцией). Срочно потребовались опытные военачальники, и в начале 1687 года Войца занял должность наказного полковника — во главе отряда в 1 000 человек.
В июле 1687 года он принял активное участие в Коломацком перевороте (против гетмана Самойловича) и тогда же был выбран генеральным есаулом. В субботу, 22 июля, гетману Самойловичу не дали дослушать в церкви службу: бывший переяславский полковник Войца Сербин со словами «Пан гетман, требует тебя войско» взял его за руку и вывел наружу. Сразу же Константин Солонина, как повествует Самийло Величко, «намеревался было ударить гетмана обухом». Спасенный русскими полковниками гетман вместе с сыном Яковом был доставлен в резиденцию Василия Голицына, где его снова чуть не забили.
28 ноября 1687 года Патрик Гордон записал в дневнике, что Войца («Вoitz оder General-Adjutant dег Kosaken») с отрядом легкой конницы в тысячу человек сделал рекогносцировку к Кизи-Кермену, потеряв убитыми несколько человек.
Будучи генеральным есаулом, Войца поддерживал тесную связь со своим земляком Думитрашко-Райчей. Когда его задержали в Москве, он письмом вызвал домонтовского сотника Стефана Томару к себе в Батурин. Генеральный писарь Кочубей подорожный лист им не подписал. Тогда Сербин выдал лист со своей подписью: «За ним Дмитрашком вношу мою покорную просьбу, жебы предстательством вашое княжое вельможности волен был от дальное з ссылки и по времени отпущен в дом свой… жебы не было на мене от войска и народу о том поречения, понеже прежде моего уряду тое не бывало», и только после этого они выехали в Москву. Мазепа старался перетянуть Сербина на свою сторону, и отдал ему в 1688 году село Подлипное в Конотопской сотне Нежинского полка, которое было отобрано им у семьи Самойловичей.
Генеральный есаул Войца поссорился с верхушкой переяславского казачества. Поводом для этого послужило то, что есаул выпустил на волю татарина, который по словам Мазепы, «чату татарскую в полк Переяславский приводил». В письме к Василию Голицыну Мазепа 20 сентября 1688 года пишет, что:
«Имел Войца прежде сего того татарина в руках своих, и отпустил его на волю при гетманстве Самойловичеве, а потом сызнове тот татарин при гетманстве моем попал сюда ж в руки, и посажен в тюрму в Батурине, где Войца крепким неотступным домогся ево у меня, и позволил ему я взять ево на свои руки, и обещался он Войца додержать ево до воли моей, но не устоял в том слове».
Войца вместе с Думитрашко снова отпустили татарина «дав ему лошадь и платье». «Переясловские казаки знатные будучи с полковником своим в Батурине великий на него Войцу чинили вопль».
20 января 1689 года гетман Мазепа извещал Руского царя, что Сербин «болен будучи и чрез весь пост предрожественный у меня не быв, так же и на празник Рожества Господня мало явился кому, как и сюда в Глухов слабости ради своей ко мне не приехал, сам з доброй своей воли, прислав ко мне, при старшине воздаяние своё чинил, за чин генерального есаульства где и то говорил что для слабо своей в том трудовитом чину служить великим государем и великой государыне не сможет». Мазепа также извещал, что «ево отговорку я принял и от трудов ясаульских ево увольнил».
14 февраля 1689 года гетман Иван Мазепа писал князю Голицыну, что архимандрит Исайя «при седел неотступно Войце Сербину тяшко ныне болезнующему которому есть давной знакомец, яко он же архимандрит, ему Войце спасенные предлагающе пожитки в той болезни, в чернеческую его облек одежду, назвав его Виктором».
В Батуринском монастыре Сербин написал завещание, по которому своей крестнице Анне, по второму мужу Василисе Перекрест, которая была выкрестом из евреев, оставил хутор Демьянчецкий с кутом Островским, полем, греблей и грунтами.
Вскоре после принятия монашеского пострига в Батуринском монастыре под именем Виктор, Сербин умер.